# 板球世界杯
板球世界杯（又譯「世界盃板球賽」）是由國際板球理事會舉辦的一天單局板球比賽。該項比賽是世界上最多人觀賞的體育運動之一。第一屆板球世界杯於1975年在英格蘭舉辦，此後基本上每四年舉行一次。
直到目前為止，板球世界杯的所有決賽都是由國際板球理事會的全會員(Full Memeber)國家間產生。非全會員表現最好的是2003年晉級四強的肯尼亞。

## 歷屆冠軍及主辦國
| 年份   | 主辦國                   | 冠軍       |
| ------ | ------------------------ | ---------- |
| 1975年 | 英格蘭                   | 西印度群島 |
| 1979年 | 英格蘭                   | 西印度群島 |
| 1983年 | 英格蘭                   | 印度       |
| 1987年 | 印度、巴基斯坦           |            |
| 1992年 | 澳洲、紐西蘭             | 巴基斯坦   |
| 1995年 | 巴基斯坦、印度、斯里蘭卡 | 斯里蘭卡   |
| 1999年 | 英格蘭                   |            |
| 2003年 | 南非                     |            |
| 2007年 | 西印度群島               |            |
| 2011年 | 印度、孟加拉、斯里蘭卡   | 印度       |
| 2015年 | 澳洲、紐西蘭             |            |
| 2019年 | 英格蘭、威爾斯           | 英格兰     |
| 2023年 | 印度                     |            |

## 外部連結
- 官方網站 （页面存档备份，存于）
- 介紹 （页面存档备份，存于）
- 賽程 （页面存档备份，存于）